# Der Mann mit der Narbe
Der Mann mit der Narbe (Originaltitel: Hollow Triumph, Alternativtitel: The Scar) ist ein in Schwarzweiß gedrehter US-amerikanischer Film noir von Steve Sekely aus dem Jahr 1948. Daniel Fuchs verfasste das Drehbuch nach dem Roman Hollow Triumph von Murray Forbes.

## Handlung
Frisch aus dem Gefängnis entlassen, plant der Verbrecher John Muller, das illegale Casino des Gangsterbosses Rocky Stansyck auszurauben. Der Raub schlägt fehl und Stansycks Männer können einige von Mullers Komplizen an der Flucht hindern. Nachdem er sie gezwungen hat, die Namen der anderen preiszugeben, lässt Stansyck sie ermorden. Weil Stansyck bekannt dafür ist, seine Feinde erbarmungslos aufzuspüren und zu töten, beschließen Muller und sein letzter verbliebener Komplize Marcy sich zu trennen, um sich zu verstecken. Marcy plant nach Mexiko zu fliehen, während Muller nach Los Angeles gehen will, wo sein Bruder lebt.
In Los Angeles nimmt Muller einen anspruchslosen Bürojob an, der ihm vom Gefängnis vermittelt wurde. Bei einem Botengang begegnet ihm der Zahnarzt Dr. Swangron. Dieser macht Muller darauf aufmerksam, dass er einem seiner Praxisnachbarn, dem Psychoanalytiker Dr. Bartok, zum Verwechseln ähnlich sieht. Das einzige Unterscheidungsmerkmal sei eine große Narbe auf Bartoks Wange. Neugierig geworden begibt sich Muller direkt zu Bartoks Praxis. Da dort niemand anwesend zu sein scheint, schleicht er sich in das Büro des Arztes, um es zu durchsuchen. Dabei wird er von Evelyn Hahn, der Sekretärin Bartoks, überrascht. Diese verwechselt ihn mit ihrem Arbeitgeber und küsst ihn, merkt dann aber, dass er jemand anderes ist. Zurück in seinem Büro gerät Muller in Streit mit seinem Arbeitgeber und schlägt diesen nieder.
Am folgenden Abend besucht Mullers Bruder Frederick ihn in seinem Hotel. Er informiert John darüber, dass Marcy in Mexiko ermordet wurde und die Gangster auch ihm dicht auf den Fersen sind. Daraufhin schmiedet Muller den Plan, Bartok zu ermorden und dessen Platz einzunehmen. Er macht sich an Evelyn heran und beginnt mit ihr auszugehen. Parallel besorgt er sich Bücher über Psychoanalyse und Kopien von Bartoks Patientenakten, um seine Rolle einzuüben. Unmittelbar vor dem geplanten Mord macht er unbemerkt ein Foto von Bartok und benutzt es als Vorlage, um sich eine identische Narbe ins Gesicht zu schneiden.
Unglücklicherweise hat das Fotolabor das Negativ spiegelverkehrt entwickelt und der ahnungslose Muller fügt sich die Narbe auf der falschen Gesichtsseite zu. Da er den Irrtum erst bemerkt, als Bartok bereits tot ist, hat Muller keine Wahl und muss seinen Plan trotzdem durchziehen. Glücklicherweise bemerkt niemand den Irrtum, nicht einmal Evelyn oder Bartoks Patienten. Muller erfährt schließlich, dass Bartok eine Geliebte namens Virginia Taylor hat. Da auch diese den Schwindel nicht durchschaut, gehen beide zusammen in ein Casino, das Virginia regelmäßig mit Bartok besucht. Dabei erfährt Muller, dass Bartok dort in der Vergangenheit sehr viel Geld verloren hat.
Auf der Suche nach seinem verschwundenen Bruder erscheint Frederick in Bartoks Praxis, um Evelyn nach seinem Verbleiben zu fragen. Evelyn teilt ihm mit, dass John nach Paris gehen wollte. Frederick erzählt daraufhin, dass sich John nicht länger verstecken müsse, weil Stansyck verhaftet wurde und deportiert werden soll.
Evelyn hat nun erkannt, dass Muller Bartok ermordet und seinen Platz eingenommen hat. Obwohl Muller das zugibt, ruft sie nicht die Polizei, sondern lässt sich von ihm überzeugen, gemeinsam in Hawaii ein neues Leben zu beginnen. Beide verabreden, sich am Abend auf dem Schiff nach Hawaii zu treffen. Muller erledigt noch einige Dinge in der Praxis und begibt sich dann zum Hafen. Am Dock wird er allerdings von zwei Männern, die mit ihm über Bartoks Schulden beim Spielcasino reden wollen, in eine dunkle Ecke gedrängt. Als er sie niederschlägt und fliehen will, wird Muller angeschossen und dabei tödlich verwundet. Ohne zu wissen, dass Muller nur wenige Meter entfernt im Sterben liegt, fährt Evelyn mit dem Schiff ab.

## Hintergrund
Der Mann mit der Narbe startete am 10. August 1948 in den Kinos der USA. In Deutschland kam er am 28. März 1950 in die Kinos.

## Kritik
„Kolportagehafter Krimi“ befand das Lexikon des internationalen Films.